# Genocidio moriori
El genocidio moriori fue el asesinato masivo y la esclavización del pueblo moriori, el grupo étnico indígena de las islas Chatham, por miembros de los iwi Ngāti Mutunga y Ngāti Tama de Nueva Zelanda continental desde 1835 hasta principios de la década de 1860. Los invasores asesinaron a alrededor de 300 moriori y esclavizaron a la población restante, causando que la población cayera de 1.700 en 1835 a sólo 100 en 1870.

## Contexto histórico

### Pueblo moriori
Los moriori son la población indígena de las islas Chatham (Rēkohu en moriori), específicamente de la isla Chatham y la isla Pitt. Los moriori comparten la misma ascendencia polinesia que los maoríes. Según la tradición oral, los primeros moriori llegaron a Nueva Zelanda desde la Polinesia Oriental alrededor de 1500, cientos de años después de que los maoríes llegaran por primera vez al continente, y formaron su propia cultura única adaptada a su entorno insular aislado y a sus recursos marinos. La migración posterior provino de Nueva Zelanda continental. La población moriori alcanzó un máximo de alrededor de 2.000 personas divididas en nueve tribus.
Después de un sangriento conflicto intertribal en las islas, el jefe moriori de alto rango, Nunuku-whenua, introdujo una filosofía de no violencia en el siglo XVI, conocida como la Ley de Nunuku. Esta ley quedó arraigada en la cultura moriori.
En noviembre de 1791, el barco británico Chatham se desvió de su rumbo y aterrizó en lo que llamaron isla Chatham. En un malentendido con la tripulación del barco, el moriori Tamakaroro fue asesinado a tiros. Los ancianos moriori creían que Tamakaroro era en parte culpable del tiroteo y planearon rituales apropiados de saludo a los visitantes.
Las dos tribus maoríes invasoras eran originarias de Taranaki. Habían perdido sus tierras durante las guerras de los Mosquetes contra otras iwi debido a esto se habían trasladado en una diáspora a los alrededores del puerto de Wellington.

## Invasión
En 1835, con la ayuda forzada de los marineros Pākehā, alrededor de 900 maoríes de Ngāti Mutunga y Ngāti Tama navegaron hacia las islas Chatham. Luego fueron recibidos en las islas por los moriori y disfrutaron de su hospitalidad. Este grupo llegó en dos oleadas. El primero llegó el 19 de noviembre de 1835 a través del barco europeo secuestrado Lord Rodney y transportaba a 500 personas junto con armas, garrotes y hachas. Este primer grupo mató y colgó a una niña moriori de 12 años. El segundo grupo llegó el 5 de diciembre de 1835. Con la llegada del segundo grupo, «partidos de guerreros armados con mosquetes, garrotes y hachas de guerra, liderados por sus jefes, caminaron por los territorios tribales moriori» e «informaron secamente a los habitantes que sus tierras habían sido tomadas y que los moriori que vivían allí ahora eran vasallos».
Debido a la hostilidad de los recién llegados, se convocó un hui (consejo) de mil moriori en el asentamiento llamado Te Awapatiki para debatir posibles respuestas. Los miembros más jóvenes argumentaron que los moriori podían contraatacar, ya que superaban en número a los maoríes dos a uno. Los ancianos, sin embargo, argumentaron que la Ley de Nunuku no debería violarse. A pesar de saber que los maoríes no eran pacifistas, los moriori finalmente decidieron permanecer pacifistas contra los invasores, describiendo la Ley de Nunuku como «un imperativo moral».
Aunque el consejo decidió a favor de la paz, los invasores maoríes dedujeron que la decisión era un preludio a la guerra. Estalló la violencia y alrededor de 300 moriori fueron asesinados y cientos más fueron esclavizados. Los invasores mataron a alrededor del 10% de la población en un ritual que incluía vigilar a mujeres y niños en la playa mientras los dejaban morir con gran dolor durante varios días.
Durante el período de esclavitud los invasores maoríes prohibieron hablar la lengua moriori, y obligaron a los moriori a profanar lugares sagrados orinando y defecando en ellos. A los moriori además se les prohibió casarse con otro moriori o maorí o tener hijos. Esto era diferente de la forma habitual de esclavitud practicada en Nueva Zelanda continental.
Un total de 1.561 moriori murieron entre la invasión de 1835 y la liberación de los moriori de su esclavitud en 1863. Para 1862 sólo quedaban 101 moriori. Las causas de muerte incluyen asesinato, pero también enfermedades occidentales introducidas.

## Acuerdos gubernamentales
Los moriori solicitaron al gobierno de Nueva Zelanda desde la década de 1850 el reconocimiento de su condición de población indígena de las islas y la restauración de sus tierras.
En 1863 se produjo la liberación de moriori de la esclavitud mediante una proclamación del magistrado residente de las islas Chatham.
En 1870, se estableció un Tribunal de Tierras Nativas para adjudicar reclamaciones de tierras en competencia. Para entonces, la mayoría de los maoríes habían regresado a Taranaki. El tribunal falló a favor de los maoríes y les otorgó el 97% de la tierra. El juez dictaminó que, dado que los moriori habían sido conquistados por los maoríes, no tenían derechos de propiedad sobre la tierra.

## Actualidad
El último nativo moriari, Tommy Solomon, murió en 1933, aunque quedan poco menos de mil personas que se identifican como moriori.
La cultura moriori se dio a conocer más a partir de un documental de 1980, que corrigió los mitos persistentes sobre los moriori. Estos mitos incluyen la afirmación de que los moriori se extinguieron y que los moriori habitaron la Nueva Zelanda continental antes que los maoríes.
En 1994, comenzaron las audiencias del Tribunal de Waitangi sobre el reconocimiento de los moriori como habitantes originales de las islas Chatham y la compensación. El reconocimiento llegó en 2001 cuando el tribunal se puso del lado de los moriori. En 2020, el Parlamento aprobó un acuerdo que solicitaba una corrección de la historia, una transferencia de tierras importantes a moriori y millones de dólares en compensación.
El primer marae moriori en la isla Chatham se inauguró en enero de 2005, y a la inauguración asistió la primera ministra Helen Clark.